# The Wilde Flowers (band)
The Wilde Flowers was een Britse groep die vooral rhythm-and-blues speelde met een vleugje jazz. De groep zelf had geen hits en was niet bekend, maar is van belang omdat hij de voorloper was van Soft Machine en Caravan. De groep staat ook voor het ontstaan van de Canterbury-scene, een bonte verzameling van musici die allemaal hun wortels in Canterbury en omgeving hebben (zie de diverse leden). De formatie bestond aanvankelijk uit Brian Hopper (gitaar en saxofoon), Richard Sinclair (slaggitaar), Hugh Hopper (bas) en Robert Wyatt (drums). Kevin Ayers was korte tijd zanger.
In 1965 vertrok Richard Sinclair, Pye Hastings nam zijn plaats over. Robert Wyatt werd de leadzanger van de groep, en voor zijn plek op de drums werd Richard Coughlan aangetrokken. Vervolgens verliet Hugh Hopper de groep en werd achtereenvolgens opgevolgd door Richard Sinclair en diens neef Dave Sinclair
In 1966 verlieten Robert Wyatt en Kevin Ayers de groep en vormden de groep Soft Machine. Dit betekende het einde van The Wilde Flowers. Pye Hastings, Richard Sinclair, Dave Sinclair en Richard Coughlan formeerden de groep Caravan.
De band heeft indertijd nooit een album gemaakt. In 1998 is er een cd uitgekomen met (bewerkte) opnames van The Wilde Flowers.

## Discografie
- 1998 - The Wilde Flowers